# Nowoajdar
Nowoajdar (ukrainisch Новоайдар; russisch Новоайдар Nowoaidar) ist eine Siedlung städtischen Typs in der Oblast Luhansk im Osten der Ukraine. Sie hat 8400 Einwohner (2016) und war bis 2020 das administrative Zentrum des gleichnamigen Rajons Nowoajdar.

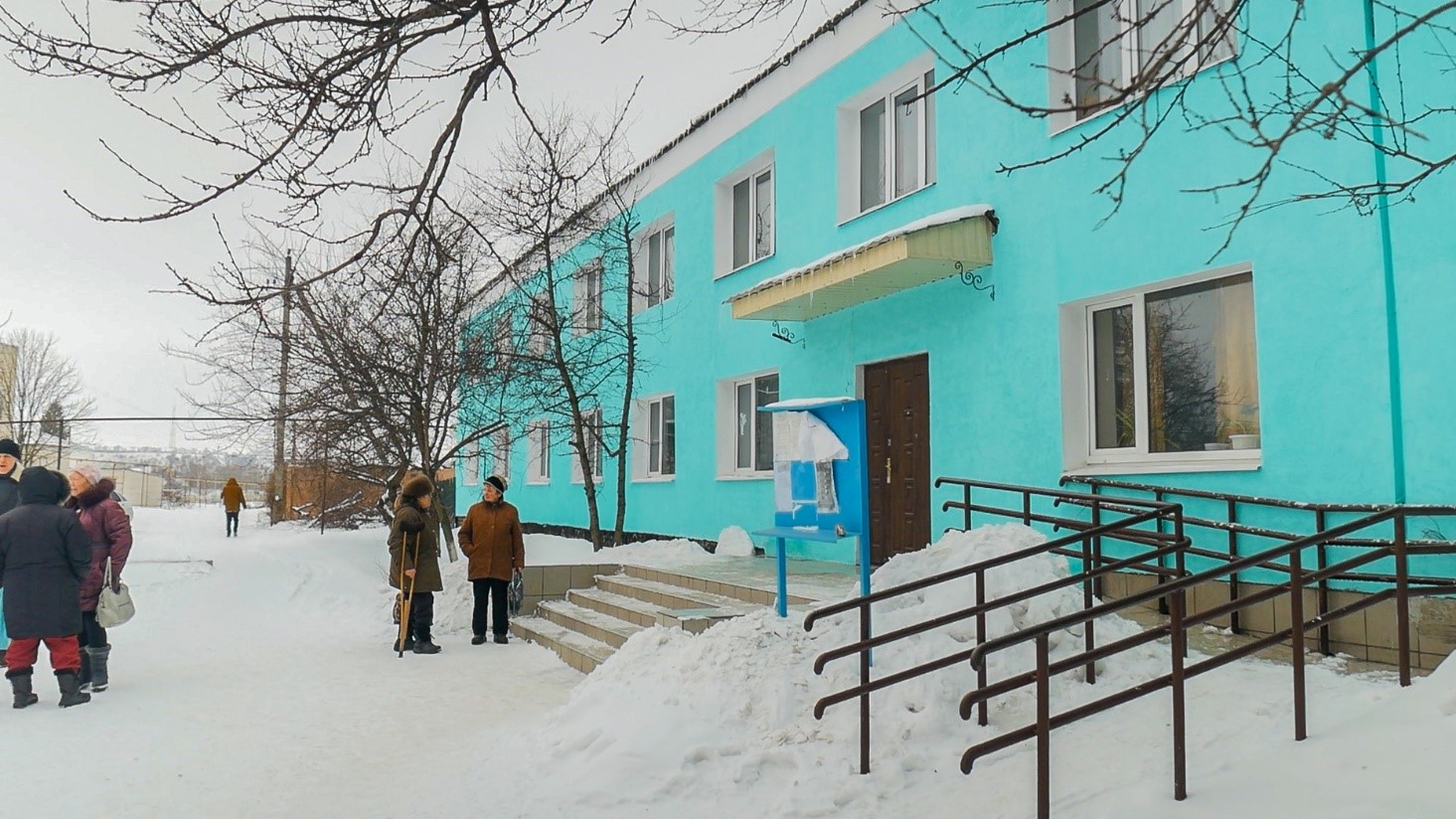
Gebäude im Ort

## Geographie
Die Stadt liegt im Donezbecken am Ajdar, einem linken Nebenfluss des Donez.
Das Oblastzentrum Luhansk ist über die Fernstraße N 21 in 58 km Richtung Süden und Starobilsk auf derselben Straße 38 km Richtung Norden erreichbar.

## Geschichte
Der Ort wurde 1685 gegründet.
Nowoajdar war vom 12. Juli 1942 bis zum 21. Januar 1943 von Truppen der Wehrmacht besetzt.
Seit 1957 hat der Ort den Status einer Siedlung städtischen Typs.

## Verwaltungsgliederung
Die Siedlungsgemeinde Nowoajdar (Новоайдарська селищна громада/Nowoajdarska selyschtschna hromada) sollte bereits am 13. August 2015 entstehen. Zu dieser hätte auch die 24 in der untenstehenden Tabelle aufgelistetenen Dörfer sowie die Ansiedlung Pobjeda gezählt, bis dahin bildete sie zusammen mit den Dörfern Ajdar-Mykolajiwka und Malowendeliwka die gleichnamige Siedlungsratsgemeinde Nowoajdar (Новоайдарська селищна рада/Nowoajdarska selyschtschna rada) im Zentrum des Rajons Nowoajdar.
Am 12. Juni 2020 wurde sie dann offiziell bestätigt und es kamen noch die 9 Dörfer Dmytriwka, Koljadiwka, Mychajljuky, Oleksijiwka, Rajhorodka und Wowkodajewe zum Gemeindegebiet.
Seit dem 17. Juli 2020 ist sie ein Teil des Rajons Schtschastja.
Folgende Orte sind neben dem Hauptort Nowoajdar Teil der Gemeinde:
| Name                     | Name             | Name                                 |
| ukrainisch transkribiert | ukrainisch       | russisch                             |
| ------------------------ | ---------------- | ------------------------------------ |
| Ajdar-Mykolajiwka        | Айдар-Миколаївка | Айдар-Николаевка (Aidar-Nikolajewka) |
| Bachmutiwka              | Бахмутівка       | Бахмутовка (Bachmutowka)             |
| Beshynowe                | Безгинове        | Безгиново (Besginowo)                |
| Demenkowe                | Деменкове        | Деменково (Demenkowo)                |
| Deneschnykowe            | Денежникове      | Денежниково (Deneschnikowo)          |
| Dmytriwka                | Дмитрівка        | Дмитровка (Dmitrowka)                |
| Dubowe                   | Дубове           | Дубовое (Dubowoje)                   |
| Hretschyschkyne          | Гречишкине       | Гречишкино (Gretschischkino)         |
| Kapitanowe               | Капітанове       | Капитаново (Kapitanowo)              |
| Koljadiwka               | Колядівка        | Колядовка (Koljadowka)               |
| Kowpaky                  | Ковпаки          | Колпаки (Kowpaki)                    |
| Malowendeliwka           | Маловенделівка   | Маловенделевка (Malowendelewka)      |
| Muratowe                 | Муратове         | Муратово (Muratowo)                  |
| Mychajliwka              | Михайлівка       | Михайловка (Michailowka)             |
| Mychajljuky              | Михайлюки        | Михайлюки (Michailjuki)              |
| Nowoochtyrka             | Новоохтирка      | Новоахтырка (Nowoachtyrka)           |
| Oknyne                   | Окнине           | Окнино (Oknino)                      |
| Oleksijiwka              | Олексіївка       | Алексеевка (Alexejewka)              |
| Peremoschne              | Переможне        | Переможное (Peremoschnoje)           |
| Petrenkowe               | Петренкове       | Петренково (Petrenkowo)              |
| Pobjeda                  | Побєда           | Победа (Pobeda)                      |
| Popasne                  | Попасне          | Попасное (Popasnoje)                 |
| Putylyne                 | Путилине         | Путилино (Putilino)                  |
| Rajhorodka               | Райгородка       | Райгородка (Raigorodka)              |
| Schtormowe               | Штормове         | Штормово (Schtormowo)                |
| Spiwakiwka               | Співаківка       | Спеваковка (Spewakowka)              |
| Stepnyj Jar              | Степний Яр       | Степной Яр (Stepnoi Jar)             |
| Trudowe                  | Трудове          | Трудовое (Trudowoje)                 |
| Tschystopillja           | Чистопілля       | Чистополье (Tschistopolje)           |
| Wowkodajewe              | Вовкодаєве       | Волкодаево (Wolkodajewo)             |
| Zariwka                  | Царівка          | Царевка (Zarewka)                    |

## Bevölkerung
| 1959  | 1970  | 1979  | 1989  | 2001  | 2016  |
| ----- | ----- | ----- | ----- | ----- | ----- |
| 4.969 | 6.117 | 6.995 | 8.367 | 9.072 | 8.431 |

Quelle: 

## Persönlichkeiten
- Jewhen Selin, ukrainischer Fußballspieler
- Alexander Schopin (russisch: Александр Самойлович Шопин; * 15. Dezember 1917; † 11. Oktober 1982). Schopin wurde am 20. Dezember 1943 der Titel „Held der Sowjetunion“ für seine aktive Beteiligung bei der Überquerung des Dneprs und das Halten eines Brückenkopfes während der Dnepr-Offensive am 25. September 1943 verliehen.[5]